# مجدر
مجدر روستایی است که در استان اردبیل، شهرستان کوثر، بخش مرکزی، دهستان سنجبد شمالی قرار دارد.این روستا حدود ۴۰ کیلومتر از شهر اردبیل فاصله داشته و با روستاهای مرشت، بنمار، وچین، آرپاچای و سقاواز همجوار است. این روستا دارای طبیعت زیبا بوده و از ظرفیت جذب گردشگر برخوردار است. با وجود رودخانه دائمی در این روستا، در صورت احداث سد ذخیره آب امکان توسعه بخش کشاورزی در آن وجود خواهد داشت.

## جمعیت
بر اساس سرشماری سال ۱۳۸۵ جمعیت این روستا ۳۳۲ نفر با ۶۰ خانوار بوده‌است.